# Achmedkent
Achmedkent (russisch Ахмедкент) ist ein 800 Meter hoch gelegenes Dorf (selo) im Rajon Kaitagski der russischen Föderationsrepublik Dagestan im östlichen Kaukasus.

## Geographie
Achmedkent liegt an einem Berghang etwa zwei Kilometer westlich des Rajonverwaltungszentrums Madschalis, das sich etwa 400 Höhenmeter unterhalb im Tal des Ullutschai erstreckt. Die örtliche Bevölkerung entstammt überwiegend der den Darginern nahestehenden Volksgruppe der Kaitagen.
Achmedkent ist Sitz der Landgemeinde (Selskoje posselenije) Selsowet (Dorfsowjet) Achmedkentski, zu der auch die kleineren, in nordwestlicher Richtung bis zu acht Kilometer Luftlinie entfernt liegenden Bergdörfer Iritschi, Tschachdikna und Surchatschi gehören. Die Gemeinde hat insgesamt 1703 Einwohner (Stand 14. Oktober 2010).

## Geschichte
Der deutsche Botaniker und Wissenschaftler Samuel Gottlieb Gmelin (1744–1774) starb in Achmedkent als Geisel während Lösegeldverhandlungen 1774 im Alter von 30 Jahren an der Ruhr. Begraben wurde er im 30 Kilometer nördlich gelegenen Kajakent, wo 100 Jahre nach seinem Tod ein bis heute erhaltenes Grabdenkmal errichtet wurde. Bis in das 19. Jahrhundert befand sich in Achmedkent die Residenz eines bedeutenden kaitagischen („ckaitakischen“) Fürsten, nachdem dieser 1799 die russische Herrschaft über das Gebiet anerkannt hatte.
Seit der zweiten Hälfte des 19. Jahrhunderts gehörte das Dorf zum Okrug Kaitago-Tabassaranski der Oblast Dagestan des Russischen Reiches, bei der sowjetischen Verwaltungsneuordnung kam es 1929 zum Rajon Kaitagski der Dagestanischen ASSR.